# Breitensteinia cessator
Breitensteinia cessator és una espècie de peix de la família dels akísids i de l'ordre dels siluriformes.

## Morfologia
- Els mascles poden assolir 7,5 cm de longitud total.[1][2]

## Hàbitat
És un peix d'aigua dolça i de clima tropical.

## Distribució geogràfica
Es troba a Àsia: Indonèsia.